# 9695 Johnheise
A 9695 Johnheise (ideiglenes jelöléssel 6583 P-L) a Naprendszer kisbolygóövében található aszteroida. Cornelis Johannes van Houten, Ingrid van Houten-Groeneveld és Tom Gehrels fedezte fel 1960. szeptember 24-én.